# غلامعباس کروکی
غلامعباس کروکی (زادهٔ ‎۱۸ آذر ۱۳۶۹) عضو تیم ملی کبدی مردان جمهوری اسلامی ایران است.

## افتخارهای ورزشی

### بازی‌های آسیایی
او به همراه تیم ملی کبدی مردان ایران، در بازی‌های آسیایی ۲۰۱۴ در اینچئون، کره جنوبی شرکت نمودند و پس از پیروزی در مسابقات مرحله مقدماتی، در مرحله نیم نهایی تیم ملی کبدی مردان پاکستان را شکست دادند و به رقابت پایانی راه یافتند. اما در دیدار نهایی با شکست برابر هندوستان، در جایگاه دوم بازی‌ها ایستادند و نشان نقره به گردن آویختند. همچنین نائب قهرمان جهان سال ۲۰۱۶ هندوستان قهرمانی بازی‌های ساحلی هایانگ چین ۲۰۱۲ قهرمانی آسیا گرگان، ایران 2017.